# 오스트리아 태권도 연맹
오스트리아 태권도 연맹(독일어: Österreichische Taekwondo-Verband, ÖTDV)은 오스트리아의 태권도 종목 행정을 총괄하는 스포츠 행정 기구이다. 오스트리아에서 가장 큰 태권도 단체이며 오스트리아 올림픽 위원회의 가맹 단체이다.

## 참고 문헌
- “오스트리아 태권도 연맹” (영어). 세계 태권도 연맹.